# Marshall-szigetek
A Marshall-szigetek Óceániában elhelyezkedő állam. Mikronézia szigetvilágában Hawaii és Ausztrália között félúton található. Két szigetcsoport: a Ratak- és Ralik-szigetlánc (16 és 18 korall-atoll) és több kis korallpad alkotja. Az állam neve J. Marshall angol hajóskapitány nevét viseli, aki 1788-ban végzett kutatásokat a területen. (A spanyolok révén már régóta ismert volt a szigetcsoport). Az Egyesült Államokhoz 1947 és 1990 között tartozó társult állam, 1991-ben nyerte el teljes függetlenségét. Legismertebb atolljai a Bikini- és az Eniwetok-atoll, melyek az amerikaiak atomfegyver kísérleteiről váltak híressé. Az ország gazdasága nagyban függ az USA által használt katonai támaszpontokért cserébe nyújtott segélyektől. A lakosság főként földműveléssel és halászattal foglalkozik.

## Földrajz
Az állam a Csendes-óceánon Mikronézia szigetvilágában fekszik. 29 kisebb korall-atollból és 5 nagyobb szigetből áll, melyek két szigetláncba rendeződnek. A Ratak-szigetek 16, a Ralik-szigetek 18 atollból állnak; hosszan, egymással párhuzamosan nyúlnak el. Az atollok alacsonyak, alig emelkednek ki a tengerből. Előfordul, hogy különösen erős vihar idején elárasztja őket a tenger.
Egy részük lakatlan. A Bikini- és az Eniwetok-atoll egykor lakott volt, de ma lakatlan, mert területükön atombomba-kísérletek folytak. A legnépesebb atoll: Majuro (23 000 fő).
Az éghajlat meleg és párás, az esős évszak májustól novemberig tart. A szigetek időnként tájfuntól szenvednek. A csendes-óceáni tájfunok gyakran a Marshall-szigetek táján alakulnak ki és felerősödnek, miközben nyugat felé haladnak: a Mariana-szigetek és a Fülöp-szigetek felé.

## Történelem
A Kr. e. 2. évezredben már lakott volt a terület. Az első európai a spanyol Alonso de Salazar volt, aki 1526-ban fedezte fel a szigeteket. A szigetcsoport nevét az 1788-ban itt járt John William Marshall brit kapitány emlékére kapta.
1885-ben német gyarmat lett.
1914-ben Japán megszállta a szigeteket, és katonai támaszpontokat létesített. Ezt jóváhagyva a Népszövetség 1920-ban felhatalmazta Japánt a szigetcsoport közigazgatására.

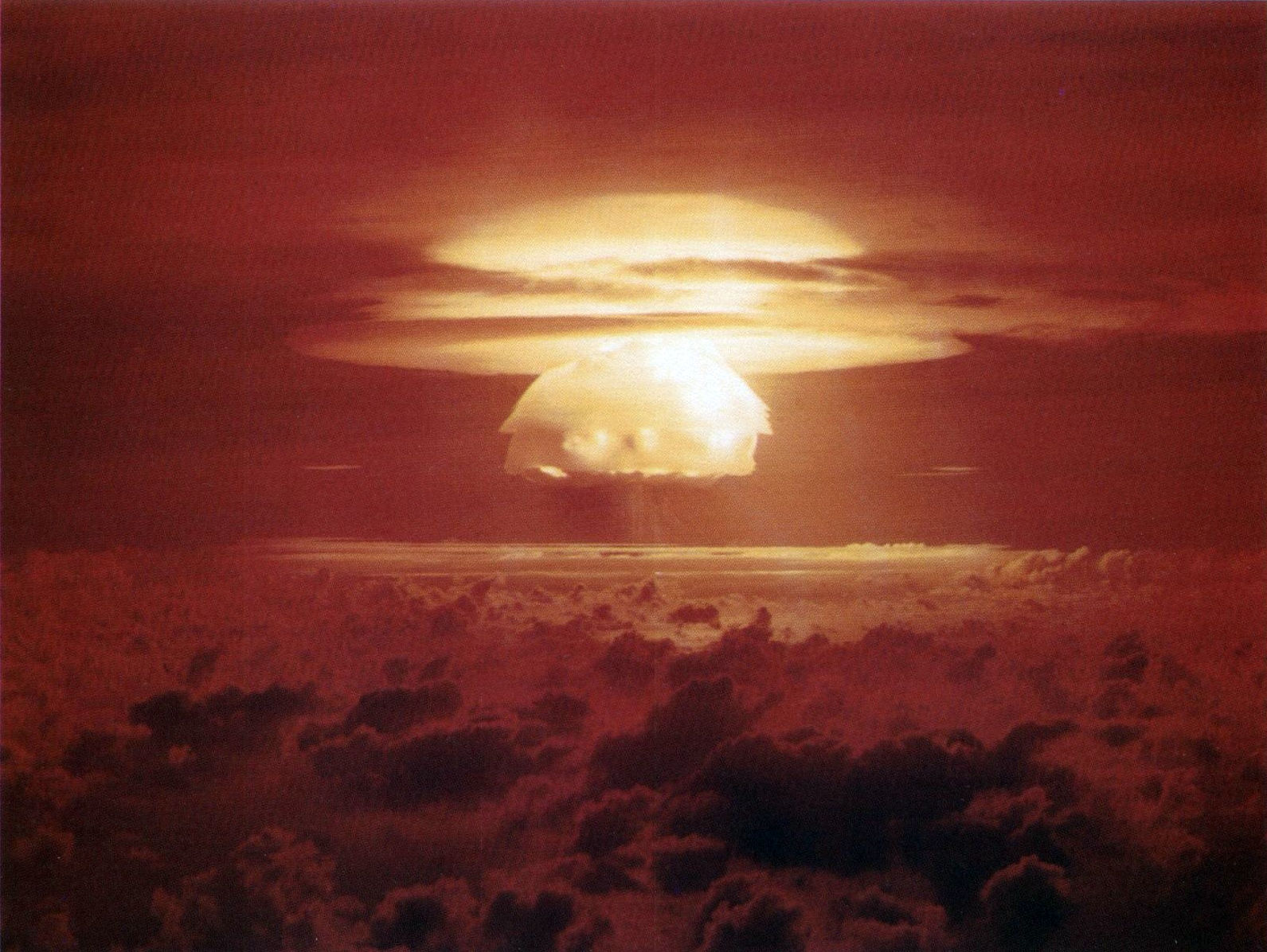
Gombafelhő egy nukleáris bomba tesztelése után, Bikini-atoll

1944. január 31-én a Kwajalein-atollról kiindulva az amerikaiak elfoglalták a szigeteket.
1947. július 18-án megalapították a Csendes-óceáni Gyámsági Területet, és az Amerikai Egyesült Államok közigazgatása alá rendelte az ENSZ. Az USA nukleáris fegyverek tesztelésére használta a Bikini- és Eniwatok-atollokat 1958-ig. A kísérletekből hátramaradt radioaktív törmeléket a Runit-szigeten, a Kaktusz-kupola alá rakták le.
1973-ban a szigetcsoport kilépett a Mikronéziát alkotó szigetek szövetségéből.
1979 május 1-jén az USA elismerte a Marshall-szigetek alkotmányát és kormányát, Amata Kabuát elnökké választották. (Ez a nap az ország nemzeti ünnepe, az alkotmány napja.) A „Marshall-szigeteki Köztársaság” elnevezés 1982-ben vált hivatalossá. 1986. október 21-én az USA hivatalosan is 'szabadon társult' államává fogadta, függetlenedve a gyámsági területtől.
1990-ben az ENSZ megszüntette a gyámságot és elismerte független államként, majd 1991-ben felvette tagjai sorába a Marshall-szigeteki Köztársaságot.

## Államszervezet és közigazgatás

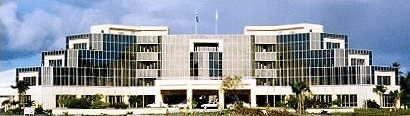
A Marshall-szigetek parlamenti épülete

### Alkotmány, államforma
Elnöki köztársaság

### Politikai pártok
Hagyományos értelemben vett politikai pártok még nem léteznek. A jelenlegi csoportosulásoknak nincs pártszékhelyük, vagy belső szervezetük. Inkább nevezhetők frakcióknak, érdekközösségeknek:
- „Aelon Kein Ad” párt, vezetője: Michael Kabua
- „United Democratic Party” (UDP), vezetője: Litokwa Tomeing

#### Elnökök
| Név              | hivatali ideje                                                                              |
| ---------------- | ------------------------------------------------------------------------------------------- |
| Amata Kabua      | 1979. május 1. – 1996. december 21.                                                         |
| Kunio D. Lemari  | 1996. december 21. – 1997. január 14. Az első elnök halálát követően elnökölt ideiglenesen. |
| Imata J. Kabua   | 1997. január 14. – 2000. január 10.                                                         |
| Kessai H. Note   | 2000. január 10. - 2008. január 7.                                                          |
| Litokwa Tomeing  | 2008. január 7. - 2009. október 21. Bizalmatlansági szavazással lemondatták.                |
| Jurelang Zedkaia | 2009. november 2. óta                                                                       |

(Az első elnök írta a himnusz szövegét és zenéjét; róla nevezték el a főváros repülőterét. Felesége tervezte az állam zászlaját)

### Közigazgatási beosztás
33 törvényhozási körzet (municipality)
Ailinginae, Ailinglaplap, Ailuk, Arno, Aur, Bikar, Bikini, Bokak, Ebon, Eniwetok, Erikub, Jabat, Jaluit, Jemo, Kili, Kwajalein, Lae, Lib, Likiep, Majuro, Maloelap, Mejit, Mili, Namorik, Namu, Rongelap, Rongrik, Toke, Ujae, Ujelang, Utirik, Wotho, Wotje

### Védelmi rendszer
Marsahall-szigeteki Rendőrség.
Állandó hadserege nincs. Hadrafogható lakossága kb. 13 000 fő férfi és ugyanennyi nő. Az 1983-ban megszavazott társult állami szerződés értelmében az USA teljes joga és felelőssége a külbiztonság és a honvédelem biztosítása.

## Népesség
A 2021-es népszámlálás 42 418 lakost számlált. A népszámlálási adatok nem tartalmazzák azokat a Marshall-szigeteki lakosokat, akik máshová költöztek; az 1986-os Szabad Társulási Egyezmény (Compact of Free Association) lehetővé teszi számukra, hogy szabadon átköltözzenek az Egyesült Államokba és ott munkát vállaljanak.

### Etnikai, nyelvi, vallási megoszlás
Az ország hivatalos nyelve az angol és a Marshall-szigeteki nyelv. A lakosság a hivatalos nyelvek mellett a helyi nyelveken beszél.
A népcsoportok megoszlása: 97% mikronéz és 3% amerikai.
90%-a a lakosságnak protestáns, 8,5%-a a katolikus egyház tagja.

## Gazdaság

### Általános adatok
A lakosság főként földműveléssel és halászattal foglalkozik. Fontosabb termény a kókuszdió. A kopra feldolgozása és a kézművesség képviseli az ipart. Jelentős az idegenforgalom.
Az elmúlt évtizedekben a GDP-növekedés átlagosan csak 1%-os volt a jelentős aszály miatt. Az építőiparban és a turizmusban nagy volt a visszaesés.

### Adózás
Az adó viszonylag alacsony. A jövedelemadónak két kisebb kulcsa van (8% és 14%). A társasági adó 11,5%. Az általános forgalmi adó 6%. Az ingatlanok adómentesek.

### Gazdasági ágazatok
- mezőgazdaság: 31,7%
- ipar: 14,9%
- szolgáltatások: 53,4%

(2004-es becslés a GDP arányában)

#### Mezőgazdaság
A mezőgazdasági termelés kis gazdaságokban koncentrálódik. A legfontosabb kereskedelmi növények: kókuszdió, kenyérfa-gyümölcs, paradicsom és sárgadinnye. A szigeten igen kevés a természeti erőforrás, ezért a behozatal jóval meghaladja az exportot.

#### Ipar
A kopra feldolgozás és a kézműipar mellett a kisüzemi ipar jellemző, amely kézművességre, valamint halfeldolgozásra specializálódott.

## Közlekedés
- legjelentősebb kikötő:
  - Uliga (Majuro-atoll)
- nagyobb repülőterek:

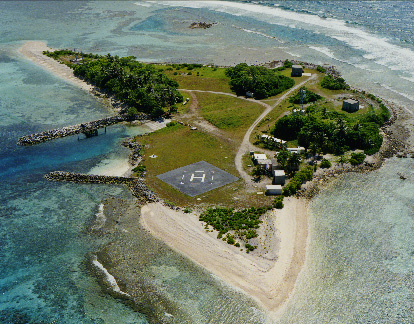
Az Omelek sziget egy helikopter leszállóhellyel

  - Marshall Islands nemzetközi repülőtér MAJ/PKMJ (más néven „Amata Kabua”) (Uliga, Majuro-atoll)
  - Kwajalein KWA/PKWA (Kwajalein-atoll)
- kisebb repülőterek:
  - Bikini (BII)
  - Eniwetok (ENT)
  - Jeh (JEJ)
  - Kwajalein (EAL)
  - Woja (WJA)

(Összesen 15 repülőtér található az országban, de csak 4 rendelkezik betonozott kifutóval.)
- úthálózat:
- 2 028 km aszfaltozott úttest (ebből 75 km gyorsforgalmi út) (2007-es adat)

## Telekommunikáció
| Hívójel prefix | V7 |
| ITU zóna       | 65 |
| CQ zóna        | 31 |

## Kultúra

### Gasztronómia
Az alapvető élelmiszerek egy része őshonos, mint a kenyérfagyümölcs, kókusz, banán, papaya, tengergyümölcsei és csavarpálma. A másik része importált, mint a rizs vagy a liszt, s melyek szintén elemi részei a helyi gasztronómiának.
A halak és a tenger gyümölcsei meghatározó elemek az étkezésben. Helyi különlegesség a pálmatolvaj. Az étrend szerves részét alkotja még a sertés- és baromfihús, kagyló, kókusztej, teknőshús és a japán eredetű szasimi. A kenyérfagyümölcs fogyasztása jelentős mértékű ebben az országban.
Az élelmiszerimport keretében liszt, rizs, cukor és tea kerül a szigetekre, amelyek fontos kiegészítői a táplálkozásnak. Rizsből és aprított kókuszdióbélből készül az egyik marshall-szigeteki különlegesség a csukucsuk, amely ideális köretnek grillezett húsokhoz vagy pedig hallal, esetleg gyümölccsel. Jelentős a kopra exportja: a kókuszdió kiszárított húsát nevezik így, amely az alapanyaga a kókuszolajnak és számos takarmánynak.
Az étkezések és az ételek a helyi kultúrában nagyon fontos szimbolikus jelentőséggel bírnak, ugyanis az elismerés és tisztelet kifejezőeszközei. Az gyermekek első születésnapján a kemem-en is rengeteg fogás kerül felszolgálásra, és a vendégeknek is kell magukkal hozniuk ételeket saját háztartásukból.

## Turizmus

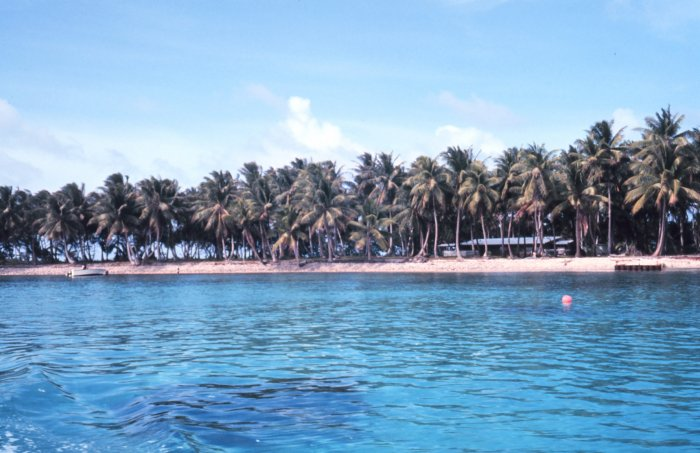
Majuro egy partszakasza

2005-ben az Aloha Airlines kivonult több piaci területről, melynek során megszüntették járataikat a Marshall-szigetekre is. Bár a nemzetközi légitársaságok indítanak járatokat Majurora, az Aloha döntése nagy visszaesést okozott az ország turizmusból származó bevételében.

## Ünnepek
- május 1. az ország nemzeti ünnepe, az alkotmány napja. (1979.)